# Kostel Nanebevzetí Panny Marie (Žalmanov)
Kostel Nanebevzetí Panny Marie je římskokatolický filiální (dříve farní) kostel v Žalmanově, části obce Stružná v okrese Karlovy Vary v Karlovarském kraji.
Od roku 1972 je kostel chráněn jako kulturní památka.

## Historie

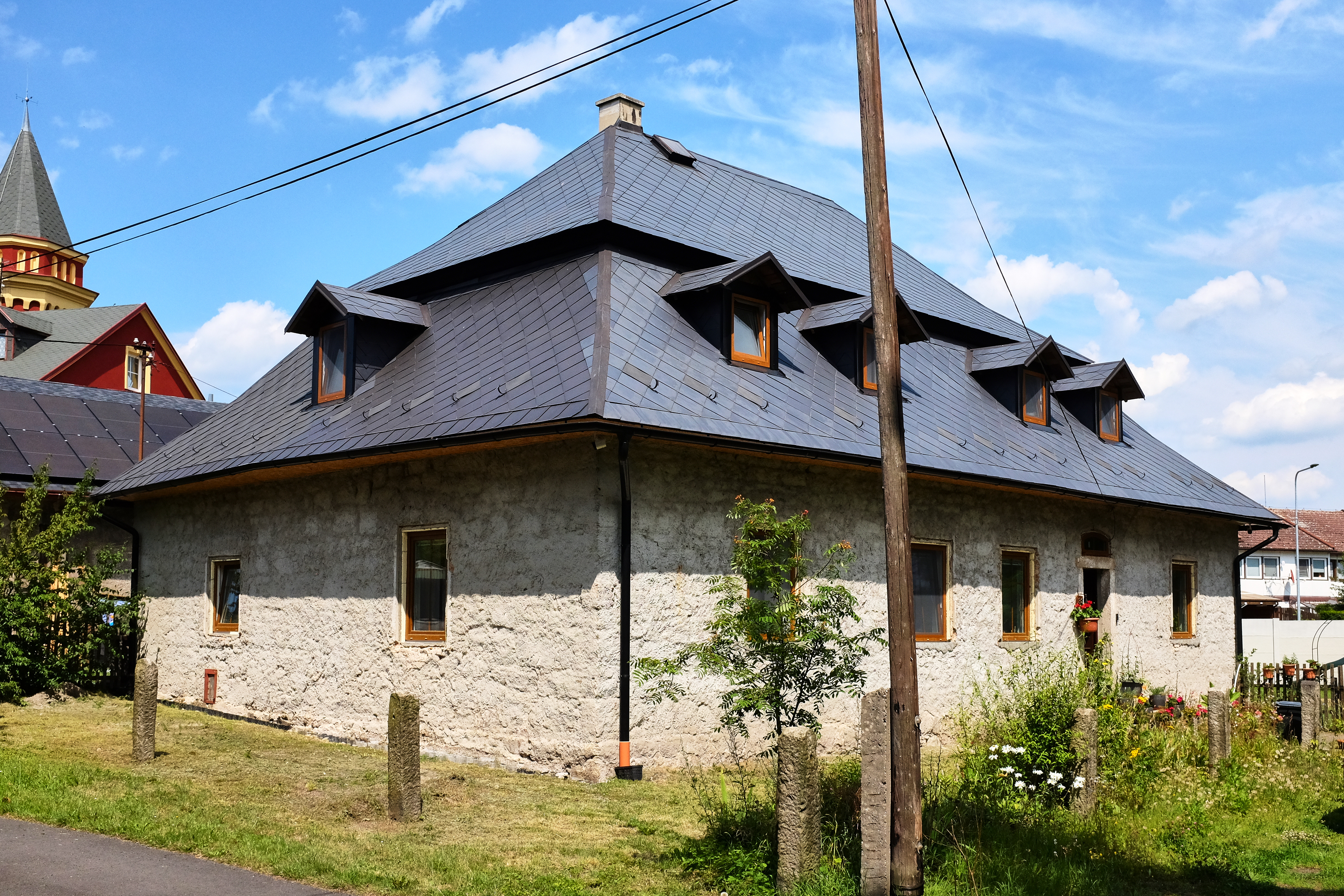
Budova bývalé fary

Pozdně gotický farní kostel byl postaven nejspíš v polovině 14. století podle projektu neznámého architekta. Fara patřila k děkanátu v Lokti a patronátní právo ke kostelu tehdy drželi páni z Rýzmburka.
Vdova Anna, rozená z Koldic, majitelka kysibelskéko panství, jmenovala 31. prosince 1403 nového faráře. V průběhu husitských válek na počátku 15. století byl kostel patrně poničen a zdejší fara zanikla. Roku 1487 byl presbytář přeměněn na rodinnou hrobku. 
Roku 1578 byla hrobka za tehdejšího vlastníka panství hraběte Kašpara Colony z Felsu a jeho manželky Anny Karolíny, rozené Šlikové, renesančně rozšířena, což dokládá pískovcová kružba s rodovými znaky Colonnů z Felsu a Šliků. Do roku 1796 zde bylo poté pohřbeno 12 příslušníků rodů.
Roku 1606 byla za hraběte Linhart Colona z Felsu k pohřební kapli s kryptou přistavěna nová raně barokní kostelní loď. Poté zde byl dosazen protestantský duchovní, který zde působil v letech 1618–1623. V rodinné hrobce byl pohřben Linhart Colona z Felsu. Kromě něj byla v hrobce pohřbena jeho první manželka Kateřina z Kreida i jeho druhá manželka Alžběta z Lobkovic a jeho rodiče Jakub Kašpar Colona z Felsu a Anna Karolína Šliková z Pasounu.
Katolická správa byla zavedena roku 1623 a kostel se stal filiálním. Roku 1623 byla v oblasti znovu zavedena katolická správa a zdejší kostel se stal filiálním ke kostelu sv. Michaela archanděla v Bochově. Od roku 1720 se stal kostel filiálním ke kostelu svatého Michaela archanděla v Andělské Hoře. Až roku 1783 byla na žádost obcí Žalmanov, Stružná, Činov a Nová Víska při kostele zřízena lokálie a do Žalmanova byl přidělen kaplan. V roce 1786 byl zrušen hřbitov okolo kostela a založen nový hřbitov u cesty do Pily. Roku 1791 byla lokálie přeměněna na farnost. Roku 1811 celý kostel až na obvodové zdivo vyhořel větrem přenesením doutnajících uhlíků ze zámku ve Stružné. Došlo ke zničení fresek a varhan. Po opravě kostela byla roku 1818 postavena budova fary. Nové varhany z roku 1842 pocházely od z dílny Ferdinanda Johanna Gutha z Čisté u Rakovníka.
Před západním průčelím byla roku 1875 postavena hranolová věž a do ní následujícího roku zavěšeny zvony. Po změně hranic politických okresů roku 1929 došlo převedení do žlutického děkanátu. Patronát nad kostelem a farou v Žalmanově držel majitel panství Kysibl Rudolf Czernin-Morzin.
Po druhé světové válce postihl obec odsun německého obyvatelstva a kostel chátral. Začátkem devadesátých let 20. století proběhla renovace vnější fasády sešlého kostela a roku 2011 byl krov kostela ošetřen proti dřevokaznému hmyzu a houbám.
Zdejší farnost ho však dlouhé roky nevyužívala a diecéze plzeňská se ho vzdala ve prospěch státu. Stát však původně gotickou památku odmítl. Spor skončil až u Nejvyššího soudu. Soud pravomocně rozhodl v červnu 2025 o derelikci tak, že se o kostel musí postarat stát.

## Stavební podoba
Jednolodní orientovaný kostel stojí na obdélném půdorysu. Je krytý plechovou polovalbovou střechou s mírně odsazeným trojboce uzavřeným presbytářem, rovněž krytým plechovou střechou. Při severní stěně presbytáře je připojena sakristie s obdélným vstupem s obdélným světlíkem. Ta je prosvětlovaná menšími obdélnými okénky v šambráně po stranách. Třípatrová hranolová zvonová věž je ukončena vysokou plechovou osmibokou jehlancovou střechou. Přízemí věže je prolomeno obdélným, polokruhově zakončeným vstupem s portálem v omítce. Ty tvoří pilastry po stranách, vynášející štítový nástavec a velké polokruhově zakončené okno. Druhé patro věže je prosvětleno menším kruhovým okénkem. Zvonové třetí patro má ze všech stran velká obdélnými polokruhově zakončená okna. Ve štítových nástavcích jsou ciferníky věžních hodin. Podélné stěny lodi kostela jsou prolomeny portály menších obdélných postranních vstupů v osách stran. Prosvětlovány jsou trojicí vysokých štíhlých obdélných oken. Presbytář má původní gotické prvky původního kostela. V závěrové stěně presbytáře je situováno velké slepé kruhové okno v ploché šambráně. V horní části zdiva presbytáře jsou zazděny čtyři pískovcové kružby z doby rozšíření bývalé rodinné hrobky v roce 1578. Kružba nese latinský nápis s rodovým znakem Colonů z Felsu a rodovým znakem Šliků.
Presbytář je oddělený širokým polokruhovým triumfálním obloukem a je sklenut konchou s lunetami. Sakristie je zaklenuta valenou klenbou s výsečemi. V západní části lodi je situována dřevěná kruchta s mírně dopředu prohnutou balustrádou na čtyřech úzkých pilířích, mezi kterými jsou polokruhové arkády.
Jednoduché vnitřní zařízení kostela pochází z doby obnovy kostela z roku 1913. Hlavní oltář stojí při závěrové stěně presbytáře a jeho středu se nachází obraz Nanebevzetí Panny Marie. Na podestách po obou stranách oltáře stojí sochy apoštolů svatého Petra a Pavla. Ty pocházejí ze zničeného a zaniklého kostela svatého Martina v Činově.
Na levé straně presbytáře stojí jednoduchý postranní oltář Panny Marie. Na pravé straně stojí postranní oltář svatého Josefa. Při levé straně triumfálního oblouku je umístěn menší jednoduchý stěnový postranní oltář s vyřezávanou sochou Nejsvětějšího Srdce Páně. Při levém pilíři triumfálního oblouku je situována polygonální dřevěná kazatelna. Na vrcholu stříšky kazatelny je umístěna socha anděla s křížem a kalichem. Naproti kazatelně je u pravého pilíře triumfálního oblouku postavena křtitelnice se skupinou křtu Kristova na vrcholu víka.
Do předsíně kostela byla umístěna skleněná pamětní deska obětem první světové války. K jejímu odhalení došlo dne 2. listopadu 1919.